# Quad City Mallards
Quad City Mallards byl profesionální americký klub ledního hokeje, který sídlil v Moline ve státě Illinois. V letech 2014–2018 působil v profesionální soutěži East Coast Hockey League. Před vstupem do ECHL působil v International Hockey League a Central Hockey League. Mallards ve své poslední sezóně v ECHL skončily v základní části. Své domácí zápasy odehrával v hale TaxSlayer Center s kapacitou 9 200 diváků. Klubové barvy byly černá, zelená, oranžová a bílá.

## Přehled ligové účasti
Zdroj: 
- 2009–2010: International Hockey League
- 2010–2012: Central Hockey League (Turnerova divize)
- 2012–2014: Central Hockey League
- 2014–2015: East Coast Hockey League (Centrální divize)
- 2015–2016: East Coast Hockey League (Středozápadní divize)
- 2016–2018: East Coast Hockey League (Centrální divize)